# Асампати
Асампати (лат. Asampatas) — одне зі скіфських племен, відоме лише з повідомлення Плінія Старшого («NATURALIS HISTORIA», VI, 5, 22.), як спільники атерніїв та авхатів, які вдерлися до територій на схід від  Танаїсу та майже повністю знищили тубільних танаїтів та інапеїв.
Назва асампати співзвучна геродотівському топоніму Ексампай (грец. Ἐξαμπαῖος) (Історія, IV, 52; 81) (у даному контексті доцільно згадати і відоме повідомлення Плінія Ст. щодо авхатів, у землях яких бере початок Гіпаніс (Пд. Буг)).
Переконливої етимології не висловлено.